# 代理 (日本法)
代理（だいり）は、代理人が本人のために相手方に対して意思表示をし、それによって本人と相手方の間に権利の変動を生じさせる制度。
以下は2017年に成立した改正民法（2020年4月1日施行）による。

## 概説
代理制度には本人の社会生活上の活動の範囲を広げる私的自治の拡張や、本人が制限行為能力者である場合にその社会生活上の活動を支援する私的自治の補完の機能がある。

### 代理の種類
代理制度には、本人に意思能力や行為能力を欠く場合に法律により代理権が認められた者が代理権を行使する法定代理と、他人から代理権を授与された者が代理権を行使する任意代理がある。法定代理は私的自治の補完、任意代理は私的自治の補充の機能に基づく。

### 代理の適用範囲
代理は私法上の行為だけでなく公法上の行為（登記申請、税務、訴訟など）にも利用され、特別の規定がない限り民法の代理理論が適用される。
一方、婚姻・認知・遺言などの身分上の行為は、本人の意思が不可欠で「代理に親しまない行為」あるいは「代理になじまない行為」とされている。

### 代理の要件
代理人による法律効果が本人に生じるには、本人と代理人との関係で代理人に代理権が存在し、代理人と相手方との関係で代理行為が成立することを要する。

## 代理権

### 代理権の発生
法定代理権
法定代理権の発生原因は個々の法規によって定められている。
任意代理権
任意代理権は本人から代理人に対しての代理権授与行為（授権行為）で発生する。

### 代理権の範囲
法定代理権
法定代理権の範囲はその根拠となる個々の法規による。
任意代理権
任意代理権の範囲は授権行為の解釈によって定まる。授権行為からは代理権の範囲が不明な場合は、103条により、保存行為（財産の現状の維持）、代理の目的である物又は権利の性質を変えない範囲内での利用行為（財産の収益の取得）又は改良行為（財産の価値の増加）のみが代理権の範囲となる。

### 代理権の制限

#### 自己契約・双方代理
同一の法律行為について、本人の代理人がその法律行為の相手方となっていたり（自己契約）、代理人が当事者双方の代理人となっているときは（双方代理）、代理人によって本人の利益が害されるおそれが高い。そのため自己契約や双方代理は代理権を有しない者がした行為（無権代理行為）とみなされる（108条本文）。2017年の改正前民法では自己契約や双方代理の効果は読み取りにくい規定だったが、法改正で無権代理行為とする判例法理が明文化された（2020年4月1日施行）。
ただし、債務の履行及び本人があらかじめ許諾した行為については、本人の利益は損なわれないため、自己契約や双方代理になっていても有効である（108条1項ただし書）。

#### 利益相反行為
2017年の改正民法で、代理人と本人との利益が相反する行為については、代理権を有しない者がした行為とみなす規定（108条2項）が新設された。ただし、本人があらかじめ許諾した行為については無権代理行為にはならない（108条2項ただし書）。
代理人と本人との利益が相反する行為については特別代理人の選任を要する場合（826条・860条）がある。

### 代理権の消滅
代理権は、次に掲げる事由によって消滅する。
1. 本人の死亡（111条1項1号）
ただし、商行為による委任による代理権は本人が死亡しても消滅しない（商法第506条）[8]。
2. 代理人の死亡又は代理人が破産手続開始の決定若しくは後見開始の審判を受けたこと（111条1項2号）

任意代理権は、次に掲げる事由によっても消滅する。
1. 委任の終了（111条2項）
2. 本人が破産手続開始の決定を受けたこと（653条2号）

法定代理権の場合は個別の消滅事由がある（親権・管理権の喪失、後見人の辞任・解任など）。

## 代理行為の要件

### 代理行為

#### 原則
代理人が相手方に対して意思表示をする能動代理の場合、代理人がその権限内において本人のためにすることを示して意思表示をすれば、本人に対して直接にその効力を生ずる（99条1項）。権利変動を生じさせる当事者を明確にするためであり、代理行為のときに本人のためにすることを示すことを要件とする立場を顕名主義という。
第三者が代理人に対してした意思表示をする受働代理の場合には、相手方が本人のためにすることを示して意思表示をすれば、本人に対して直接にその効力を生ずる（99条2項）。
代理人が相手方に本人の名しか表示しなかった場合、その行為が本人の使者として行われたもので、それが周囲の状況等からも明らかであれば、その行為の効果は本人に対して生ずる。また、代理人が相手方に本人の名しか表示しなかった場合でも、代理人が代理意思をもって行ったもの（署名代理）で、それが周囲の状況等からも明らかであれば、その行為の効果は本人に対して生ずる。
他方、代理人が本人のためにする意思をもっているにもかかわらず相手方に代理人の名しか表示しなかった場合、その意思表示は代理人自身のためにしたものとみなされる（100条本文）。ただし、相手方が、代理人が本人のためにすることを知り、又は知ることができたときは、代理行為の効力は本人に生ずる（100条ただし書）。

#### 例外
商行為の代理の場合は、本人のためにすることを示さないでこれをした場合であっても、その行為は、本人に対してその効力を生ずる。ただし、相手方が、代理人が本人のためにすることを知らなかったときは、代理人に対して履行の請求をすることを妨げない（商法第504条）。

### 代理権の濫用
代理権の範囲内の行為をした場合であっても、代理人が自己又は第三者の利益を図る目的で代理行為をした場合には代理権の濫用となる（107条）。
2017年の改正前民法には代理権の濫用の定めがなく判例は93条（心裡留保）を類推適用していた（最判昭和42年4月20日民集21巻3号697頁）。しかし、93条の類推適用は理論的に難があると指摘されていた。
2017年の改正民法では「代理人が自己又は第三者の利益を図る目的で代理権の範囲内の行為をした場合において、相手方がその目的を知り、又は知ることができたときは、その行為は、代理権を有しない者がした行為とみなす。」という条文（107条）が新設された（2020年4月1日施行）。この場合は代理権を有しない者がした行為（無権代理行為）として処理されるため、本人の追認や無権代理人の責任の追及が可能となる。

### 代理行為の瑕疵

#### 原則
代理人が相手方に対してした意思表示の効力が意思の不存在、錯誤、詐欺、強迫又はある事情を知っていたこと若しくは知らなかったことにつき過失があったことによって影響を受けるべき場合には、その事実の有無は、代理人について決するものとする（101条1項）。
相手方が代理人に対してした意思表示の効力が意思表示を受けた者がある事情を知っていたこと又は知らなかったことにつき過失があったことによって影響を受けるべき場合には、その事実の有無は、代理人について決するものとする（101条2項）。
2017年の改正前民法の101条1項は「意思表示の効力が意思の不存在、詐欺、強迫又はある事情を知っていたこと若しくは知らなかったことにつき過失があったことによって影響を受けるべき場合には、その事実の有無は、代理人について決するものとする。」となっていたが、誰の誰に対する意思表示の規定か不明確で、錯誤の処理も定められていなかった。2017年の改正民法では代理人が相手方に対してした意思表示を1項、相手方が代理人に対してした意思表示を2項に規定した。

#### 例外
特定の法律行為をすることを委託された代理人がその行為をしたときは、本人は、自ら知っていた事情について代理人が知らなかったことを主張することができない。本人が過失によって知らなかった事情についても、同様とする（101条3項）。
2017年の改正前民法の101条2項前段は「特定の法律行為をすることを委託された場合において、代理人が本人の指図に従ってその行為をしたときは、本人は、自ら知っていた事情について代理人が知らなかったことを主張することができない。」となっていたが、代理人が本人の指図に従ったかどうかに関係なく、本人が自ら知っていた事情について代理人が知らなかったと主張することはできないと解されていた。2017年の改正民法では2項を3項に繰り下げ、前段の問題の部分を削除して「特定の法律行為をすることを委託された代理人がその行為をしたときは、本人は、自ら知っていた事情について代理人が知らなかったことを主張することができない。」とした。

### 代理人の能力
代理人には意思能力は必要だが行為能力は必要でない。
任意代理の場合、本人があえて制限行為能力者を代理人に選任した場合、制限行為能力者が代理人としてした行為を行為能力の制限を理由に取り消すことはできない（102条本文）。
法定代理の場合は個別の法規で行為能力が必要とされていることが多い（833条・867条1項・838条など）。2017年の改正民法では、法定代理人の行為能力が十分でない場合の本人の保護のため、「制限行為能力者が他の制限行為能力者の法定代理人としてした行為」について例外的に取消しを認めた（2020年4月1日施行）。

## 復代理

### 復代理人の選任
法定代理人の場合は本人から直接委任されているわけではないため、自己の責任で復代理人を選任することができる（105条前段）。ただし、やむを得ない事由があるときは、本人に対してその選任及び監督についての責任のみを負う（105条後段）。2017年の法改正で旧106条が105条となった（2020年4月1日施行）。
しかし、任意代理人（委任による代理人）の場合は本人がその者を見込んで代理権を与えているため、本人の許諾を得たとき、又はやむを得ない事由があるときでなければ、復代理人を選任することができない（104条）。2017年の改正前民法には任意代理人の場合は「その選任及び監督について、本人に対してその責任を負う。」（旧105条）という規定があったが、任意代理人の責任を選任及び監督に制限するのは不合理と批判されたため削除された。旧105条の削除により任意代理人の責任に関しては債務不履行の一般法理による責任が適用されることとなった。

### 復代理人の権限
復代理人は本人の代理人となるのであり（106条1項）、代理人の代理人になるわけではない。復代理人は、本人及び第三者に対して、その権限の範囲内において、代理人と同一の権利を有し、義務を負う（106条2項）。

## 無権代理
代理人が行った代理行為に関して代理人が代理権をもっていなかった場合は無権代理行為となる。無権代理行為は無効ではなく効果不帰属となり、本人が追認すれば有効な代理となる（本人が追認を拒絶すれば本人に効力を生じないことが確定する）。
ただし、無権代理行為のうち、相手方が代理権の存在を信じたことに合理的根拠があり、本人にも帰責事由があるような類型では、代理制度の信頼維持のために権原ある代理人が行った場合と同様の効果を認める表見代理の制度がある。